# Олександр Васильович Чорторийський
Олександр Васильович Чорторийський (пол. Czartoryski Aleksander Wasylewicz; пом. після 1477) — князь псковський (1443—1447, 1456—1460), новгородський (1447—1455) і чорторийський (після 1460 — після 1477).

## Життєпис
У джерелах згадується в 1438—1477 рр. Син Василя Костянтиновича Чорторийського. Правдоподібно, разом з братами на стороні великого князя Свидригайла брав участь у битві під Вількомиром над р. Святою 1435 року.
1438 р. підтримував Свидригайла, після його падіння, в 1440 р. мав посаду конюшого при дворі Сигізмунда Кейстутовича. Разом з братами підтримував противників Сигізмунда Кейстутовича — Ольгердовичів. Головний організатор вбивства (разом з братом Іваном та Яном (Іваном) Довгердом) великого князя Сигізмунда I Кейстутовича в оливкову неділю 1440 (за літописами, разом з боярином Скобейком безпосередні виконавці вбивства), через що мусив покинути Литву. В 1443 р. був намісником Великого князя Московського в Пскові. 1447 р. був намісником Великого Новгорода, але в 1456 р. повернувся до Пскова.
У еміграції користувався підтримкою Дмитра Шемяки. Приєднався до московської партії Юревичів, яка з 1433 р. боролася з великим князем московським Василем Васильовичем. Разом з князем Дмитром Шемякою ходив в військовий похід під Москву, але битва не відбувалася завдяки посередництву троїцького ігумена. Відмовився 10 листопада 1461 р. присягати великому князеві московському Василю Темному, повернувся до Литви.
У 1462–1477 р. тримав Чернігівську волость за Дніпром. Отримав від Казимира Ягелончика Логойське князівство, Осташин, Споров і Кам'янець-Литовський, Ганевичі в Литві.

### Сім'я
Був одружений із донькою великого московського князя Дмитра Шемяки, Марією (померла в лютому 1456 у Великому Новгороді). діти:
- Михайло
- Володимир
- Семен
- Овдотія (Можайська) — дружина князя Андрєя Івановіча Можайского, володаря Брянська.[4]